# Кочерга, Василий Михайлович
Василий Михайлович Кочерга́ (другой вариант фамилии — Качерга; 1 [14] октября 1904, Хорошевичи, Гродненская губерния — 5 октября 1985, Вольно, Брестская область) — звеньевой молочного совхоза «Вольно-Чернихово» Министерства совхозов СССР, Городищенский район Барановичской области, Белорусская ССР. Герой Социалистического Труда (1949).

## Биография
С 1940 года трудился полеводом. После войны возглавлял звено по выращиванию клевера Брестской сельскохозяйственной опытной станции «Вольно-Чернихово» Министерства сельского хозяйства БССР в деревне Вольно Городищенского (с 1962 года — Барановичского) района.
В 1948 году звено Василия Кочерги перевыполнило план по выращиванию клевера. Указом Президиума Верховного Совета СССР от 30 марта 1949 года за получение высоких урожаев семян клевера удостоен звания Героя Социалистического Труда с вручением ордена Ленина и золотой медали «Серп и Молот».
Скончался в 1985 году. Похоронен на кладбище села Свободно.